# Kutce
Kutce (ukr. Кутці) – wieś na Ukrainie, w obwodzie iwanofrankiwskim, w rejonie rohatyńskim.